# 世界名作童話 まんがシリーズ
『世界名作童話 まんがシリーズ』（せかいめいさくどうわ まんがシリーズ 英文：World Famous Fairy Tale Series）は、東映動画が1975年から1983年までの3期にわたって制作した10分間の短編アニメ映画20本のシリーズ。劇場公開はされていないが、東映や富士フイルムから8ミリ映画で公開された。
1988年4月7日から4月28日にかけてTX系で木曜18:00 - 18:30（JST）にテレビ放送された。『世界名作童話館』もしくは『アニメ名作童話』というタイトルでビデオソフトで発売された。

## アニメ
1. ヘンゼルとグレーテル（1975年10月発売）
  - スタッフ
    - 原作：グリム兄弟
    - 脚本：辻真先
    - 音楽：宮下滋
    - うた：渡辺直子　
    - ナレーション：岸田今日子
    - 作画監督：奥山玲子
    - 美術：山崎誠
    - 演出：勝間田具治
    - 制作：東映動画
2. おやゆび姫（1975年10月発売）
  - スタッフ
    - 原作：ハンス・クリスチャン・アンデルセン
    - 脚本：山崎忠昭
    - 音楽：宮下滋
    - うた：渡辺直子
    - ナレーション：岸田今日子
    - 作画監督：落合正宗
    - 美術：伊藤岩光
    - 演出：落合正宗
    - 制作：東映動画
3. ジャックと豆の木（1975年10月発売）
  - スタッフ
    - 原作：イギリス民話
    - 脚本：辻真先
    - 音楽：宮下滋
    - うた：渡辺直子
    - ナレーション：岸田今日子
    - 作画監督：小田克也
    - 美術：福本智雄
    - 演出：明比正行
    - 制作：東映動画
4. 北風と太陽（1975年10月発売）
  - スタッフ
    - 原作：イソップ
    - 脚本：辻真先
    - 音楽：宮下滋
    - うた：渡辺直子
    - ナレーション：岸田今日子
    - 作画監督：金山通弘
    - 美術：土田勇
    - 演出：設楽博
    - 制作：東映動画
5. アラジンとふしぎなランプ（1975年10月発売）
  - スタッフ
    - 原作：「アラビアンナイト」より
    - 脚本：山崎忠昭
    - 音楽：宮下滋
    - うた：渡辺直子
    - ナレーション：岸田今日子
    - 作画監督：菊池城二
    - 美術：内川文広
    - 演出：山口康男
    - 制作：東映動画
6. はだかの王様（1975年10月発売）
  - スタッフ
    - 原作：ハンス・クリスチャン・アンデルセン
    - 脚本：辻真先
    - 音楽：宮下滋
    - うた：渡辺直子
    - ナレーション：岸田今日子
    - 作画監督：阿部隆
    - 美術：遠藤重義
    - 演出：葛西治
    - 制作：東映動画
7. 七ひきの子やぎ（1975年10月発売）
  - スタッフ
    - 原作：グリム兄弟
    - 脚本：辻真先
    - 音楽：宮下滋
    - うた：渡辺直子
    - ナレーション：岸田今日子
    - 作画監督：角田紘一
    - 美術：鶴岡孝夫
    - 演出：笠井由勝
    - 制作：東映動画
8. 白鳥の王子（1975年10月発売）
  - スタッフ
    - 原作：ハンス・クリスチャン・アンデルセン
    - 脚本：辻真先
    - 音楽：宮下滋
    - うた：渡辺直子
    - ナレーション：岸田今日子
    - 作画監督：奥山玲子
    - 美術：下川忠海
    - 演出：大谷恒清
    - 制作：東映動画
9. 王様の耳はロバの耳（1975年10月発売）
  - スタッフ
    - 原作：ギリシャ神話
    - 脚本：辻真先
    - 音楽：宮下滋
    - うた：渡辺直子
    - ナレーション：岸田今日子
    - 作画監督：森英樹
    - 美術：伊藤英治
    - 演出：茂野一清
    - 制作：東映動画
10. マッチ売りの少女（1975年10月発売）
  - スタッフ
    - 原作：ハンス・クリスチャン・アンデルセン
    - 脚本：辻真先
    - 音楽：宮下滋
    - うた：渡辺直子
    - ナレーション：岸田今日子
    - 作画監督：小川明弘
    - 美術：辻忠直
    - 演出：葛西治
    - 制作：東映動画
11. アリババと４０人の盗賊（画面上のタイトル「ひらけ、ゴマ!　アリババと４０人の盗賊」）（1979年2月発売）
  - スタッフ
    - 原作：「アラビアンナイト」より
    - 企画：栗山富郎
    - 脚本：筒井ともみ
    - ナレーション：岸田今日子
    - 音楽：宮下滋
    - 美術：山口俊和
    - 作画監督：草間真之介
    - 演出：福島和美
    - 製作：東映動画
12. みにくいあひるの子（画面上のタイトル「仲間はずれの　みにくいあひるの子」）（1979年2月発売）
  - スタッフ
    - 原作：ハンス・クリスチャン・アンデルセン
    - 企画：栗山富郎
    - 脚本：藤原純太
    - ナレーション：岸田今日子
    - 音楽：宮下滋
    - 美術：田中資幸
    - 作画監督：早原ゆみ子
    - 演出：生頼昭憲
    - 製作：東映動画
13. シンデレラ姫（画面上のタイトル「しあわせなガラスの靴　シンデレラ姫」）（1979年2月発売）
  - スタッフ
    - 原作：シャルル・ペロー
    - 企画：栗山富郎
    - 脚本：筒井ともみ
    - ナレーション：岸田今日子
    - 音楽：宮下滋
    - 美術：内川文広
    - 作画監督：小幡公春
    - 演出：生頼昭憲
    - 製作：東映動画
14. 赤い靴（画面上のタイトル「みなし子カーレンと　赤い靴」）（1979年2月発売）
  - スタッフ
    - 原作：ハンス・クリスチャン・アンデルセン
    - 企画：栗山富郎
    - 脚本：筒井ともみ
    - ナレーション：岸田今日子
    - 音楽：宮下滋
    - 美術：襟立智子
    - 作画監督：武英一郎
    - 演出：蕪木登喜司
    - 製作：東映動画
15. ブレーメンの音楽隊（画面上のタイトル「ゆかいな仲間たち　ブレーメンの音楽隊」）（1979年2月発売）
  - スタッフ
    - 原作：グリム兄弟
    - 企画：栗山富郎
    - 脚本：筒井ともみ
    - ナレーション：岸田今日子
    - 音楽：宮下滋
    - 美術：坂本信人
    - 作画監督：大工原章
    - 演出：芹川有吾
    - 製作：東映動画
16. 赤ずきんちゃん（1983年2月発売）
  - スタッフ
    - 原作：グリム兄弟
    - 企画：斉藤侑
    - 脚本：島田満
    - 演出：梅沢淳稔
    - 声の出演：岸田今日子、橋爪功
    - 作画監督：名倉靖博
    - 美術：有川知子
    - 音楽：宮下滋
    - 監修：芹川有吾
    - 製作担当：関良宏
    - 製作：東映動画
17. こびとと靴屋（1983年2月発売）
  - スタッフ
    - 原作：グリム兄弟
    - 企画：斉藤侑
    - 脚本：島田満
    - 演出：大久保唯男
    - 声の出演：岸田今日子、橋爪功
    - 作画監督：山田浩之
    - 美術：小林祐子
    - 音楽：宮下滋
    - 監修：芹川有吾
    - 製作担当：関良宏
    - 製作：東映動画
18. ねむり姫（1983年2月発売）
  - スタッフ
    - 原作：グリム兄弟
    - 企画：斉藤侑
    - 脚本：島田満
    - 演出：佐藤順一
    - 声の出演：岸田今日子、橋爪功
    - 作画監督：梨沢孝司
    - 美術：池上みどり
    - 音楽：宮下滋
    - 監修：芹川有吾
    - 製作担当：関良宏
    - 製作：東映動画
19. オズの魔法使い（1983年2月発売）
  - スタッフ
    - 原作：ライマン・フランク・ボーム
    - 企画：斉藤侑
    - 脚本：島田満
    - 演出：貝沢幸男
    - 声の出演：岸田今日子、橋爪功
    - 作画監督：河野宏之
    - 美術：壇久美子
    - 音楽：宮下滋
    - 監修：芹川有吾
    - 製作担当：関良宏
    - 製作：東映動画
20. 魔法のじゅうたん（1983年2月発売）
  - スタッフ
    - 原作：「アラビアンナイト」より
    - 企画：斉藤侑
    - 脚本：島田満
    - 演出：江幡宏之
    - 声の出演：岸田今日子、橋爪功
    - 作画監督：中鶴勝祥、濱洲英喜[3]
    - 美術：井出智子
    - 音楽：宮下滋
    - 監修：芹川有吾
    - 製作担当：関良宏
    - 製作：東映動画

## ビデオソフト
1990年代に東映ビデオからVHSとベータのビデオソフトが発売された。ビデオはその後一切再発売されておらず、BD・DVD化も行われていない。